# 东苏林场
东苏林场，是中国内蒙古自治区通辽市科尔沁左翼中旗下辖的一个类似乡级单位。

## 行政区划
东苏林场共辖以下地区：
一分场、二分场、三分场、四分场、五分场。